# Maculinea jezoensis
Maculinea jezoensis är en fjärilsart som beskrevs av Matsumura 1926. Maculinea jezoensis ingår i släktet Maculinea och familjen juvelvingar. Inga underarter finns listade i Catalogue of Life.